# ジェンダーサイド
ジェンダーサイド（Gendercide）は、特定のジェンダーの人物を組織的に殺害すること。 

## 語源
ジェンダーサイドという用語は、アメリカ合衆国のフェミニスト、メアリー・アン・ウォレンによる1985年の書籍『ジェンダーサイド :性別選択の意味』で初めて提唱された。これは、特定の性別を標的とした大量虐殺を指す。ウォレンは、「ジェノサイドとジェンダーサイドの類似性」を記述した。本の中で、ウォレンは次のように述べている。

類推によると、ジェンダーサイドは、特定の性別（またはジェンダー）の人を故意に根絶することである。 「ガイノサイド」や「フェミサイド」などの他の用語は、少女と女性の不法な殺害を指すために使用されてきた。 しかし、「ジェンダーサイド」は、被害者が男性または女性のいずれでも使用できるという点で、性別的に中立な用語である。 犠牲者がたまたま男性である場合も、性差別的な殺人は同じように間違っているため、そのような性別的に中立な用語を使用する必要性がある。この用語はまた、人種的、宗教的、階級的偏見と同じように、ジェンダーもしばしば致命的な結果をもたらすという重要な点に注意を喚起する。

## フェミサイド
フェミサイドは、通常は文化的な様々な理由で女性を組織的に殺害することと定義されている。 この言葉は1820年代から使用されている。 

## アンドロサイド
アンドロサイドは、様々な、通常は文化的な理由で、男性または少年を組織的に殺害することである。 

## フィクション
『ウォーキング・デッド』では、オーシャンサイドで、セイバーズは10歳以上の全ての男と少年を処刑した。 